# Die Kakteen
Die Kakteen (abreviado Kakteen (H. Krainz)) es un libro con ilustraciones y descripciones botánicas que fue escrito por el horticultor y botánico suizo Hans Krainz. Fue publicado en Stuggart en 4 volúmenes en los años 1956-1975 con el nombre Die Kakteen: eine Gesamtdarstellung der eingefuhrten Arten nebst Anzucht- und Pflege-Anweisungen Herausgegeben von H. Krainz. En su realización fueron coautores:  Franz Buxbaum, E.Rupf, G.Frank, L.Kladiwa, Albert Frederik Hendrik Buining.